# Apa (szülő)
Névváltozatok: édesapa, pater, tata, Vater (M. nyelvtört. 97.), atya, parens, genitor (M. nyelvtört. 137.),
papa (TESz. III. 90.), törzs (TESz. III. 975.)

Rövidítések:

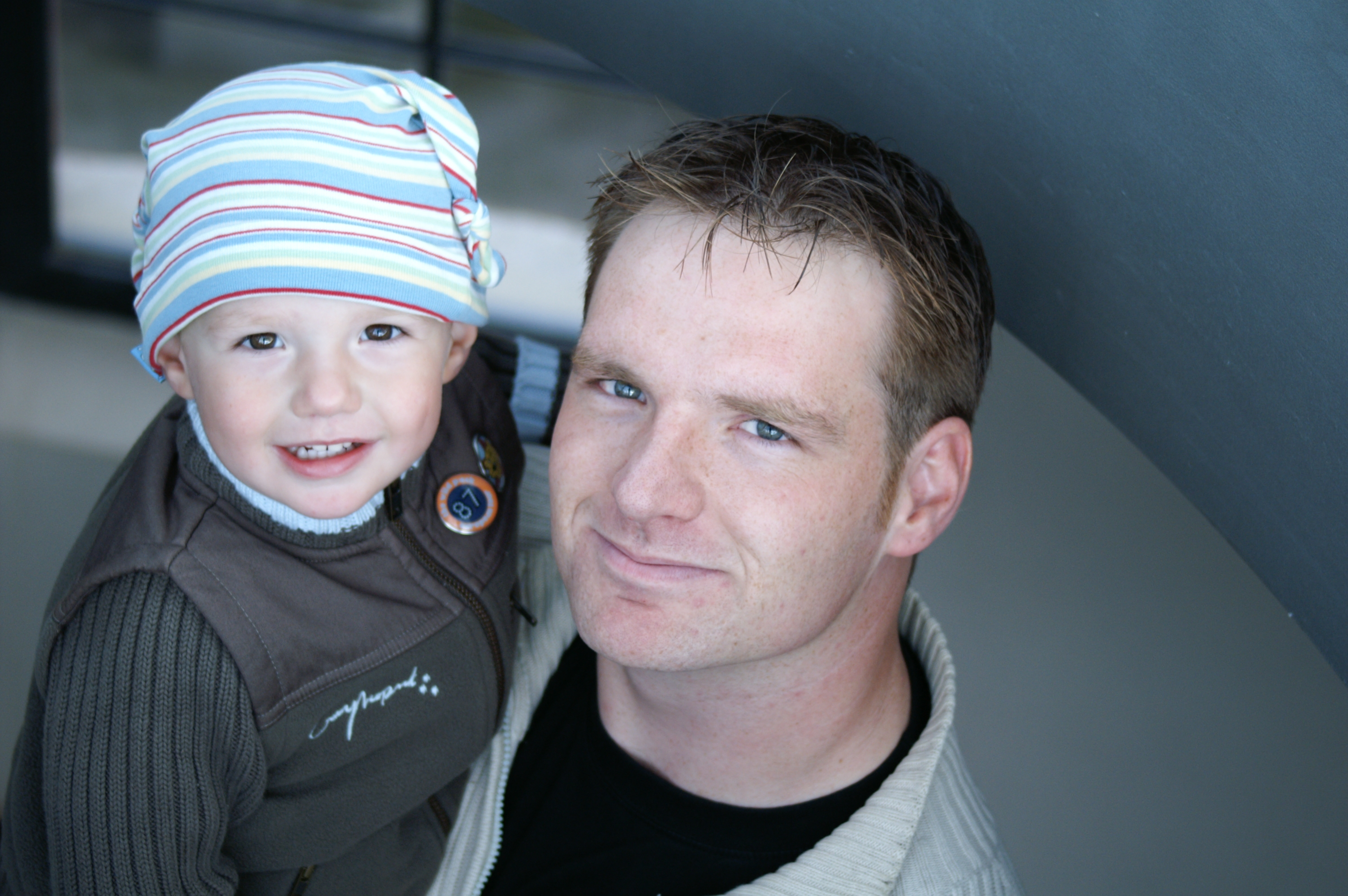
Apa és gyermeke.

Az apa az a férfi, akinek biológiai és/vagy szociális úton gyermeke van. Van édesapa, mostohaapa, nevelő apa. Fontos szerepe van a család és a gyermekek anyagi jólétének, testi és szellemi fejlődésük, neveltetésük, oktatásuk biztosításában. Az anyával együtt megfelelő társadalmi mintákat szolgáltat a gyermekek számára. A hagyományos társadalmakban családfőként a legfőbb tekintély forrása volt. A 20. századtól, a nemek egyenjogúságának kiterjesztésével az anya szerepe ebből a szempontból ugyanolyan fontossá vált.
A római patriarchális családban a családfő (pater familiaris) konkrét politikai és jogi hatalommal rendelkezett a család férfi és női tagjai fölött, mely meghatározó volt az utódok vagyoni (öröklés) és társadalmi helyzetére. A férfi és női utódok csak akkor váltak önállóvá, ha férjhez mentek és a férjük hatalma alá kerültek, illetve megnősültek és saját családot alapítottak. Ilyenkor az apa a felszabadítás (manumissio) által kiengedte utódait a saját családfői hatalma alól. A római jog által ez a szerep egészen a 20. század végéig meghatározó volt. A nőnek mindenben férje és gyermekei apjának társadalmi és jogi helyzetéhez kellett alkalmazkodnia, bár a saját vagyoni helyzetével, hozományával, örökségével és származásával javíthatta a család helyzetét. Fel kellett azonban vennie férje nevét és társadalmi rangját. Ha pl. egy nemes nő nem nemes férfihez ment férjhez, ő és gyermekei sem lettek többé nemesi állásúak. Ha egy hercegnő egy báróhoz ment férjhez, az alacsonyabb bárói rangot viselte tovább stb. Ezen a helyzeten csak a társadalmi mobilitás lehetőségeinek kihasználásával lehetett javítani.
Az apa szerepe a jogban a 20. század végéig meghatározó volt. Így például a családon belüli erőszak kérdésének jogi rendezése is emiatt húzódott el a legtöbb országban. A hagyományos társadalmakban az apa származása meghatározó volt a család és az utódok társadalmi rangjára, vagyoni helyzetére stb. nézve. Érdeke elsősorban a legitim utódok, saját génállományának továbbadása volt. A híres római mondás szerint Mater semper certa; pater est quem nuptiae demonstrant (Az anya mindig biztos; az apa a házasság által nyilvánul meg). A modern DNS-vizsgálatokkal azonban ma már az esetleges kétségek is tisztázhatók.
A nemesi családokban az apa származása alapvető fontosságú volt. Egyes tisztségek elnyeréséhez (kamarás, máltai lovag stb.) apai és anyai ágon egyaránt meghatározott számú nemesi őst kellett kimutatni. A származás számos jogi és társadalmi következménnyel járt, ezért a nemesi családokban részletes genealógiákat, családfákat vezettek.

## Fordítás
- Ez a szócikk részben vagy egészben az Father című angol Wikipédia-szócikk fordításán alapul.  Az eredeti cikk szerkesztőit annak laptörténete sorolja fel. Ez a jelzés csupán a megfogalmazás eredetét és a szerzői jogokat jelzi, nem szolgál a cikkben szereplő információk forrásmegjelöléseként.